# أوقستي فوس
أوقستي فوس هو منافس ألعاب قوى بلجيكي، (و. 1902  م).

## وصلات خارجية
- أوقستي فوس على موقع أوليمبيديا (الإنجليزية)